# 柯氏裸吻魚
柯氏裸吻魚（學名：Psilorhynchus konemi）為輻鰭魚綱鯉形目裸吻魚科的一個種，分布於亞洲印度曼尼普爾邦欽敦江支流查克皮河流域，棲息在沙石底質、水流快速的溪流，屬底棲性，生活習性不明。